# فينيسيوس أنتونيللي
فينيسيوس أنتونيللي (بالبرتغالية: Vinicius Antonelli‏) هو لاعب كرة الماء برازيلي، ولد في 1 مايو 1990 في ريبيراو بريتو في البرازيل.

## وصلات خارجية
- فينيسيوس أنتونيللي على موقع الاتحاد الدولي للسباحة (الإنجليزية)
- فينيسيوس أنتونيللي على موقع أوليمبيديا (الإنجليزية)
- فينيسيوس أنتونيللي على موقع اللجنة الأولمبية البرازيلية (البرتغالية)